# Aljoša Asanović
Aljoša Asanović (Split, 14. prosinca 1965.), hrvatski bivši nogometaš i sadašnji trener. Rođeni Splićanin prvi nastup za splitske Bile imao je 1984. na Trofeju Marjana, popularnom klupskom turniru koji se svake godine održavao na Poljudu. 
Zabio je prvi pogodak hrvatske nogometne reprezentacije.

## Igračka karijera
Bio je vezni igrač, a najviše se isticao sjajnim dodavanjima i nepredvidljivim zadnjim pasom od kojih se pamti dodavanje Davoru Šukeru u polufinalu Svjetskog prvenstva 1998. protiv Francuske kada je prebacio cijelu obranu kasnijih svjetskih prvaka i asistirao za pogodak. 

### Igračke karakteristike
Izniman kreator igre s neočekivanim rješenjima u napadačkim akcijama. Poznat po umješnom građenju lopte.

### Klupska karijera
Aljoša Asanović igrao je u sveukupno 11 klubova. Nogometnu karijeru započeo je u splitskom Hajduku, a prvi put za Hajduk zaigrao je na Trofeju Marjana 1984. godine. U sezoni 1983./84. proveo je 6 mjeseci na posudbi u tadašnjemu drugoligašu Splitu. Vrativši se u Hajduk tu ostaje do 1990. godine, nakon toga po jednu sezonu odigrao u francuskim klubovima Metzu (1990./91.) i Cannesu (1991./92.). Od 1992. do 1994. godine igra u Montpellieru. U Hajduk se ponovno vratio 1994. i povratak obilježio izvrsnim igrama u Ligi prvaka te osvojivši hrvatsko prvenstvo i kup. Sljedeću sezonu provodi u španjolskom klubu Valladolidu (1995.), nakon toga igra dvije sezone u engleskom klubu Derby Countyju (1996. – 98.), zatim 6 mjeseci u Napoliju (1998.) i još 2 sezone u grčkom klubu Panathinaikosu (1999. – 2000.). Godine 2000. prešao je u bečku Austriju, ali je ugovor raskida zbog ozljede. Zadnju utakmicu u karijeri, za inozemni klub, odigrao je za klub australskih Hrvata, Sydney United. Nogometnu karijeru završio je u dresu splitskog Hajduka iz kojeg je ponikao i gdje se čak tri puta vraćao.

### Reprezentativna karijera
Za A reprezentaciju Jugoslavije između 1987. i 1988. odigrao je 3 utakmice. Bio je jedan od najboljih i svakako najvažnijih reprezentativaca za vrijeme najvećih uspjeha Hrvatske u nogometu. Sakupio je 62 utakmice u dresu reprezentacije, a postigao je 3 zgoditka, od kojih je njegov prvijenac bio i prvi zgoditak obnovljene hrvatske nogometne reprezentacije, 17. listopada 1990. godine u Zagrebu, u prvoj povijesnoj prijateljskoj utakmici hrvatske nogometne reprezentacije od uspostave neovisnosti protiv reprezentacije SAD-a, u kojoj je Hrvatska pobijedila 2:1. Nastupio je na europskom prvenstvu 1996., te svjetskom prvenstvu 1998. kada se okitio brončanom medaljom. Posljednju utakmicu u nacionalnom dresu odigrao je protiv Francuske 28. lipnja 2000. godine.

## Trenerska karijera
Trenersku karijeru počeo je kao pomoćni trener u hrvatskoj U-21 reprezentaciji. Samostalno je kao trener bio za kormilom hrvatske U-21 momčadi, koju je preuzeo nakratko kako bi zamijenio Slavena Bilića koji zbog operacije nije mogao voditi momčad. Igralo se doigravanje za put na europsko prvenstvo protiv Srbije i Crne Gore, a Hrvatska je poražena 3:1 u Beogradu, te 2:1 u Velikoj Gorici. Asanović je bio kažnjen zbog svađe sa sucem u Beogradu, te je uzvratni susret pratio s tribina. Godine 2007. postao je vlasnikom UEFA-Pro licence. U listopadu 2017. preuzima Melbourne Knights ,klub iz Australije.
Radio je kao pomoćni trener u stožeru hrvatske reprezentacije vođene Slavenom Bilićem.

## Nagrade i priznanja

### Individualna
- Dobitnik je nagrade Ponos navijača za 2011. godinu, koju dodjeljuje Klub navijača hrvatske nogometne reprezentacije "Uvijek vjerni" za izniman doprinos reprezentaciji.

### Klupska
Hajduk Split
- Kup maršala Tita (1): 1987.
- Prvak Hrvatske (1): 1994./95.
- Hrvatski nogometni kup (1): 1994./95.

### Reprezentativna
Hrvatska
- Svjetsko prvenstvo (3. mjesto): 1998.

## Zanimljivosti
- Knjiga Vatreni lakat - sjećanja Aljoše Asanovića, priča o deset godina hrvatske nogometne reprezentacije, koju je ispričao Aljoša Asanović a koju je napisao novinar Vjesnika Andrija Kačić-Karlin imala je promociju u 17 zemalja diljem svijeta.[6]

## Statistika u Hajduku
| Natjecanje        | Nastupi | Zgodici |
| ----------------- | ------- | ------- |
| Prvenstvo         | 176     | 42      |
| Kup               | 24      | 8       |
| Superkup          | 1       | 0       |
| Međunarodne       | 30      | 5       |
| Splitski podsavez | 0       | 0       |
| Ukupno            | 231     | 55      |
| Prijateljske      | 125     | 53      |
| Sveukupno         | 356     | 108     |

Prvi nastup u prvoj momčadi Hajduka bio mu je u Splitu protiv Vojvodine iz Novog Sada, u prvenstvenoj utakmici 19. kolovoza 1984. Nastupio je u početnom sastavu. Utakmica je završila s visokih 5:1 za Hajduk pogocima Zlatka Vujovića (2), Čelića, Zorana Vujovića i Gudelja.

## Vanjske poveznice
- (engl.) Premier League: Player Profile | Aljosa Asanovic[neaktivna poveznica]
- (engl.) rsssf: Aljosa Asanovic - International Appearances
- (engl.) FIFA: Player Statistics: Aljosa Asanovic  Arhivirana inačica izvorne stranice od 1. rujna 2011. (Wayback Machine)
- Razgovor s Aljošom Asanovićem, serijal (Ne)uspjeh prvaka s Mariom Stanićem, 7. 9. 2023. (YouTube)